# Marco Pascolo
Marco Pascolo, född 9 maj 1966, är en schweizisk före detta professionell fotbollsmålvakt som spelade för fotbollsklubbarna Sion, Neuchâtel Xamax, Servette, Cagliari, Nottingham Forest och Zürich mellan 1986 och 2003. Han vann ett ligamästerskap med Servette för säsongen 1993–1994 och en schweizisk cup med Zürich för säsongen 1999–2000. Pascolo spelade också 55 landslagsmatcher för det schweiziska fotbollslandslaget mellan 1992 och 2001.